# Valentina Beck
Valentina Michelle Beck (geboren 1991) ist eine deutsche Radfahrerin, Schneeschuhläuferin, Leichtathletin und Behindertensportlerin. Sie nahm bereits dreimal an Special Olympics Weltspielen teil, unter anderem an den Special Olympics World Summer Games 2023 in Berlin, und erwarb jedes Mal Medaillen.

## Leben und sportliche Erfolge
Beck lebt in Norderstedt. Sie ist die Tochter von Gloria und Thomas Beck und hat eine Schwester. Sie wurde mit dem Down-Syndrom und einem Herzfehler geboren und leidet an Zöliakie. Seit 2011 arbeitet sie in den Norderstedter Werkstätten.
Die Athletin war auf nationaler und internationaler Ebene zunächst in den Sportarten Leichtathletik und Schneeschuhlaufen erfolgreich. Sie nahm an den Special Olympics Deutschland Sommerspielen 2014 in Düsseldorf, 2016 in Hannover, 2018 in Kiel und 2022 in Berlin teil sowie an den Special Olympics Deutschland Winterspielen 2015 in Inzell.
Bei den Special Olympics World Winter Games 2017 gewann sie in Österreich im Schneeschuhlauf Gold, Silber und Bronze. 2019 nahm sie an den Special Olympics World Summer Games in Abu Dhabi am 100-Meter-Sprint, am Weitsprung und an der 4-mal-100-Meter-Staffel teil. In der Staffel holte sie in der Leistungsklasse M01 mit dem deutschen Team Gold. Im Weitsprung kam sie in F04 auf den vierten Platz, im 100-Meter-Lauf in F 25 auf den achten.
Seit 2016 betreibt Beck auch Radsport. Dafür benutzt sie ein Fahrrad mit drei Rädern mit Sieben-Gang-Schaltung. Trainiert wird sie von Maike Rotermund. Bei den Special Olympics Deutschland Sommerspielen 2022 erreichte Beck einen ersten und einen dritten Platz im Einzelzeitfahren. Gold und Bronze waren die erforderlichen Medaillen, um an den Weltspielen im folgenden Jahr teilzunehmen. Bei den Special Olympics World Summer Games 2023 in Berlin ging Beck im Einzelzeitfahren über 500 und 1000 Meter an den Start. Im 1000-Meter-Wettbewerb in der Leistungsklasse F05 fuhr sie als dritte ins Ziel. Da ihre Konkurrentin auf dem zweiten Platz disqualifiziert wurde, gewann Beck eine Silbermedaille. Im Wettbewerb über 500 Meter kam sie in der Leistungsklasse F03 auf den sechsten Platz.
Annabell Behrmann und Miriam Opresnik schrieben zu Becks Lebensgeschichte das Kinderbuch Valentinas große Fahrt. Es ist in einfacher Sprache geschrieben und hat vor allem Kinder, Jugendliche und junge Erwachsene mit Trisomie 21 als Zielgruppe, soll aber generell Kindern das Thema Down-Syndrom näherbringen.